# Пёстрое (село)

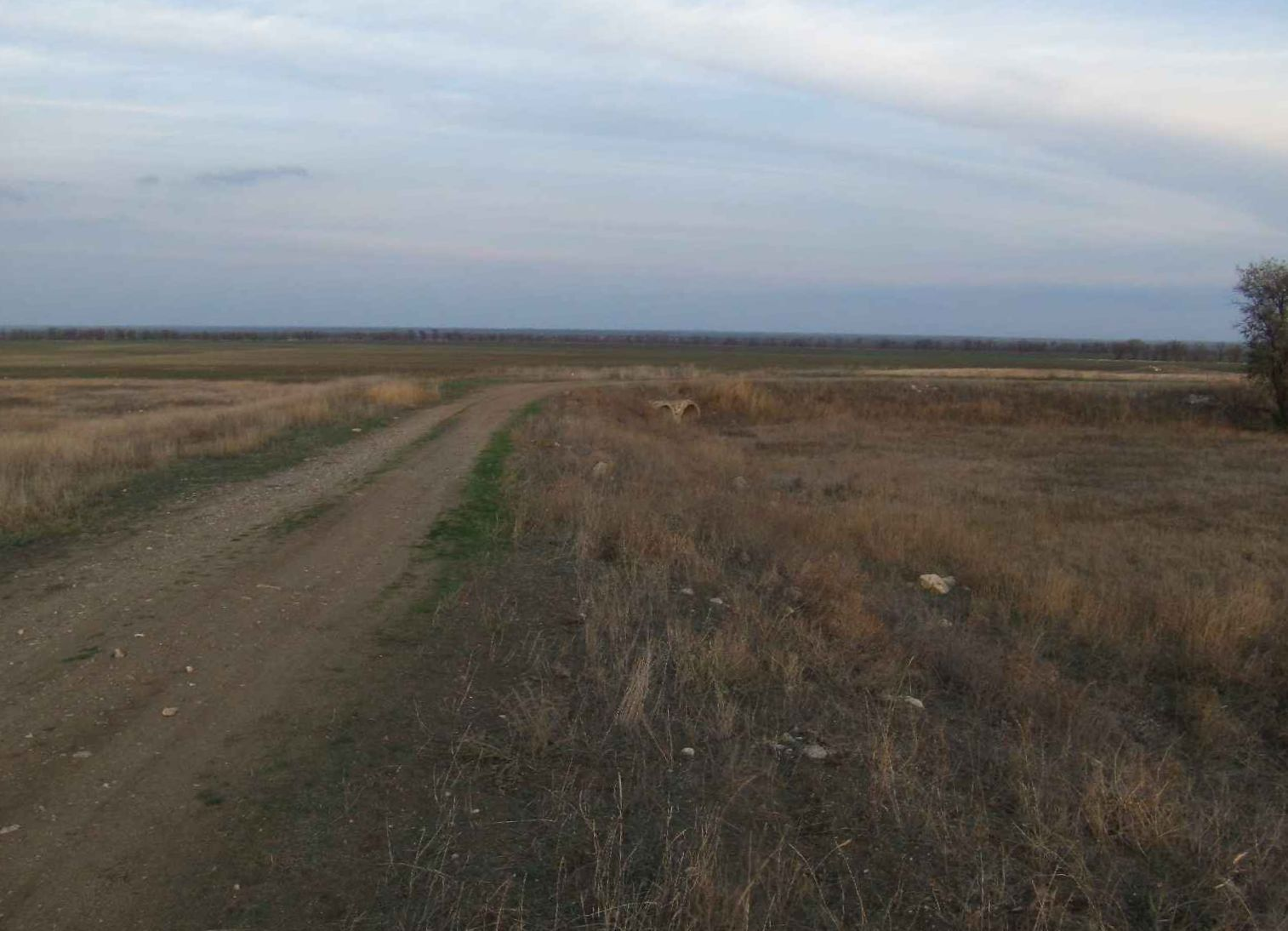
Долина бывшего села Пёстрое

Пёстрое (до 1948 года Ала́ч; укр. Пестре, крымскотат. Alaç, Алач) — исчезнувшее село в Белогорском районе Республики Крым. Располагалось на северо-востоке района, в балке на северной окраине Внутренней гряды Крымских гор, примерно в 5 км севернее современного села Хлебное.

## История
Первое документальное упоминание села встречается в Камеральном Описании Крыма… 1784 года, судя по которому, в последний период Крымского ханства Алач входил в Ширинский кадылык Кефинского каймаканства.После присоединения Крыма к России (8) 19 апреля 1783 года, (8) 19 февраля 1784 года, именным указом Екатерины II сенату, на территории бывшего Крымского Ханства была образована Таврическая область и деревня была приписана к Левкопольскому, а после ликвидации в 1787 году Левкопольского — к Феодосийскому уезду Таврической области. После Павловских реформ, с 1796 по 1802 год, входила в Акмечетский уезд Новороссийской губернии. Видимо, вследствие эмиграции крымских татар в Турцию, деревня опустела и, создания 8 (20) октября 1802 года Таврической губернии, Алач, по новому административному делению, территориально находился в Байрачской волости Феодосийского уезда.

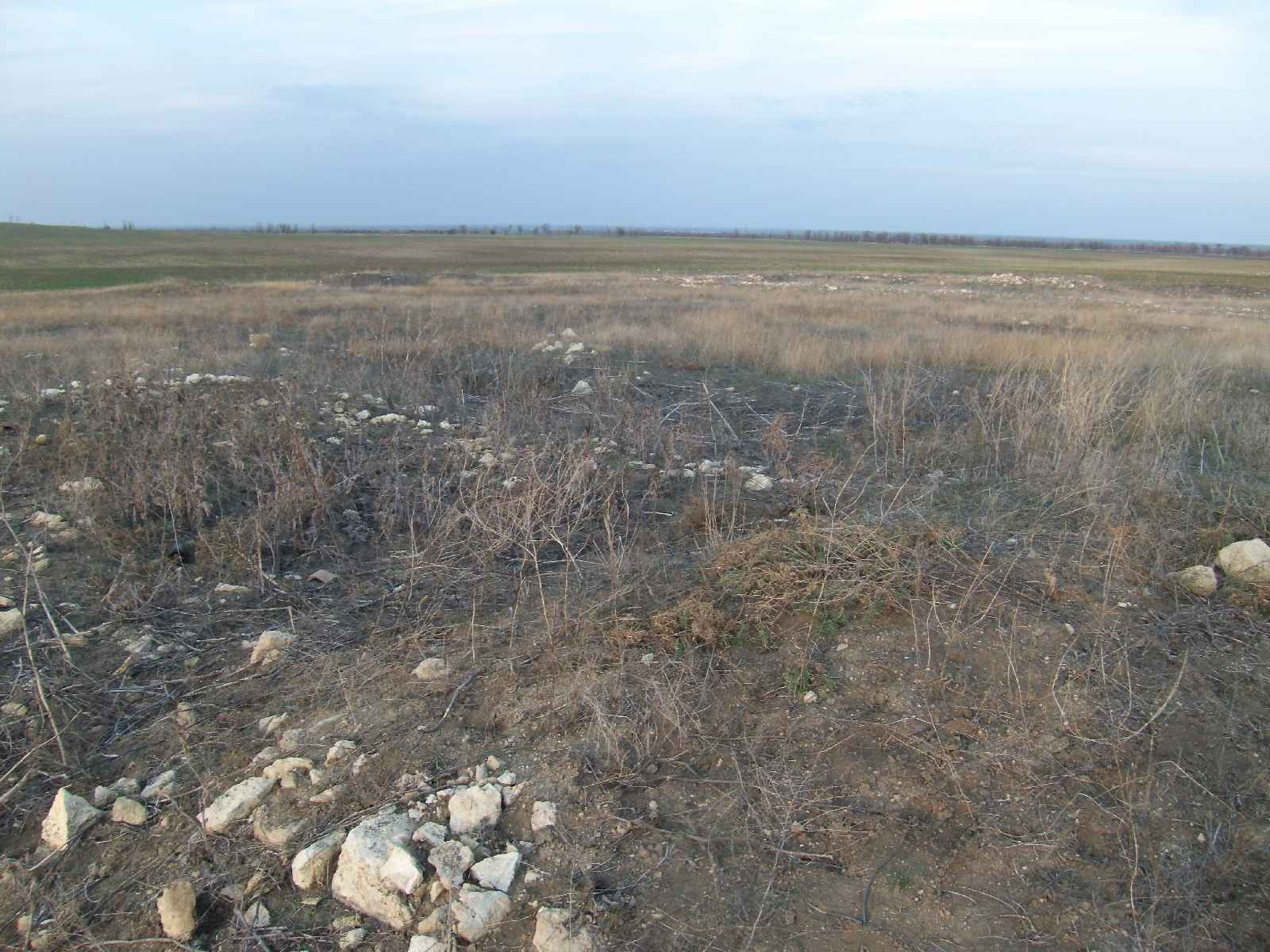
Развалины села Пёстрое

Пустая деревня в Ведомости о числе селений, названиях оных, в них дворов… состоящих в Феодосийском уезде от 14 октября 1805 года не записана, а на военно-топографической карте генерал-майора Мухина 1817 года обозначена пустующей. Лишь на картах 1836 и 1842 года Алач обозначен как хутор
В 1860-х годах, после земской реформы Александра II, деревню приписали к Кишлавской волости. Согласно «Памятной книжке Таврической губернии за 1867 год», деревня Алач была покинута жителями в 1860—1864 годах, в результате эмиграции крымских татар, особенно массовой после Крымской войны 1853—1856 годов, в Турцию и заселена русскими. В «Списке населённых мест Таврической губернии по сведениям 1864 года», составленном по результатам VIII ревизии 1864 года, Алач — владельческая русская деревня с 9 дворами и 41 жителем при фонтанѣ (на трёхверстовой карте Шуберта 1865—1876 года на хуторе Алач обозначено 6 дворов). В «Памятной книге Таврической губернии 1889 года» по результатам Х ревизии 1887 года записан Алач с 10 дворами и 66 жителями. На 1892 год деревню передали в состав Шейих-Монахской волости и по «…Памятной книжке Таврической губернии на 1892 год» в деревне Алач, входившей в Семенское сельское общество, числилось 98 жителей в 11 домохозяйствах, а в безземельной деревне Алач, не входившей ни в одно сельское общество, было 184 жителя, у которых домохозяйств не числилось.
После земской реформы 1890 года, Алач отнесли к Андреевской волости. На подробной военно-топографической карте 1892 года в Алаче обозначены 8 дворов с татарско-болгарским населением. По «…Памятной книжке Таврической губернии на 1900 год» в хуторе Алач, входившем в Семенское сельское общество, числилось 46 жителей в 6 дворах. По Статистическому справочнику Таврической губернии. Ч.II-я. Статистический очерк, выпуск пятый Феодосийский уезд, 1915 год, в селе Алач Андреевской волости Феодосийского уезда числилось 14 дворов (все дворы с землёй) с болгарским населением в количестве 44 человек приписных жителей и 38 — «посторонних», из которых 42 мужчины и 40 женщин. Жители владели 737 десятинами удобной земли. В хозяйствах имелось 40 лошадей, 32 вола, 21 корова и 106 голов мелкого скота
После установления в Крыму Советской власти, по постановлению Крымревкома от 8 января 1921 года была упразднена волостная система и село вошло в состав вновь созданного Карасубазарского района Симферопольского уезда, а в 1922 году уезды получили название округов. 11 октября 1923 года, согласно постановлению ВЦИК, в административное деление Крымской АССР были внесены изменения, в результате которых округа ликвидировались, Карасубазарский район стал самостоятельной административной единицей и село включили в его состав. Согласно Списку населённых пунктов Крымской АССР по Всесоюзной переписи 17 декабря 1926 года, в селе Алач, Семенского сельсовета Карасубазарского района, числилось 13 дворов, из них 12 крестьянских, население составляло 69 человек, из них 30 болгар, 26 русских и 4 украинцев. По данным всесоюзная перепись населения 1939 года в селе проживало 183 человека.
В 1944 году, после освобождения Крыма от фашистов, согласно постановлению ГКО № 5984сс от 2 июня 1944 года, 27 июня крымские болгары были депортированы в Пермскую область и Среднюю Азию. С 25 июня 1946 года селение в составе Крымской области РСФСР. Указом Президиума Верховного Совета РСФСР от 18 мая 1948 года, Алач переименовали в Пёстрое. 26 апреля 1954 года Крымская область была передана из состава РСФСР в состав УССР. Ликвидировано в период с 1968 (в списках ещё значилось) по 1977 год.

### Динамика численности населения
| - 1864 год — 41 чел. - 1889 год — 66 чел. - 1892 год — 282 чел. - 1900 год — 46 чел. | - 1915 год — 44/38 чел. - 1926 год — 69 чел. - 1939 год — 183 чел. |